# 에츠허르 데이크스트라
에츠허르 비버 데이크스트라(네덜란드어: Edsger Wybe Dijkstra, 1930년 5월 11일 ~ 2002년 8월 6일)는 네덜란드의 컴퓨터 과학자이다. 1972년에 프로그래밍 언어 분야에 대한 지대한 공헌을 인정받아 튜링상을 수상했다.

## 생애
데이크스트라는 레이던 대학교에서 이론물리학을 전공했다.
데이크스트라는 컴퓨터과학이 아직 학문으로 완전하게 정립되지 않았던 시절에 컴퓨터과학의 여러 분야에 걸쳐 많은 공헌을 했다. 그의 다방면에 걸친 업적은 다음과 같다.
- 데이크스트라 알고리즘을 개발하여 최단 경로 문제에 대한 학문적 연구를 시작했다.
- GOTO문을 사용하지 말 것을 주장했으며, 그의 주장은 1968년에 그의 논문 "GOTO문의 해로움"(Go To Statement Considered Harmful) 에 정리되었다.
- 세마포어에 대한 연구를 처음으로 시작하였다.

오랜 암 투병 끝에 2002년 8월 6일에 세상을 떠났다.

## 일화
- Go To Statement Considered Harmful이라는 논문의 제목은 데이크스트라가 직접 지은 것이 아니라, 당시 편집장이었던 니클라우스 비르트가 지었다.